# Widoma (województwo małopolskie)
Widoma – wieś w Polsce położona w województwie małopolskim, w powiecie krakowskim, w gminie Iwanowice, przy DK7 przy trasie S7.
| SIMC    | Nazwa    | Rodzaj    |
| ------- | -------- | --------- |
| 0320928 | Słomiana | część wsi |

W latach 1975–1998 miejscowość administracyjnie należała do województwa krakowskiego.
W Widomej znajduje się jednostka Ochotniczej Straży Pożarnej, kościół pw. Świętych Apostołów Piotra i Pawła, Szkoła Podstawowa im. ks. J. Twardowskiego oraz Sklep Spożywczy "Premium pokusa"
W roku 2021 we wsi mieszkało 365 osób, z czego 51.5% stanowiły kobiety, a 48.5%- mężczyźni.